# Мезе

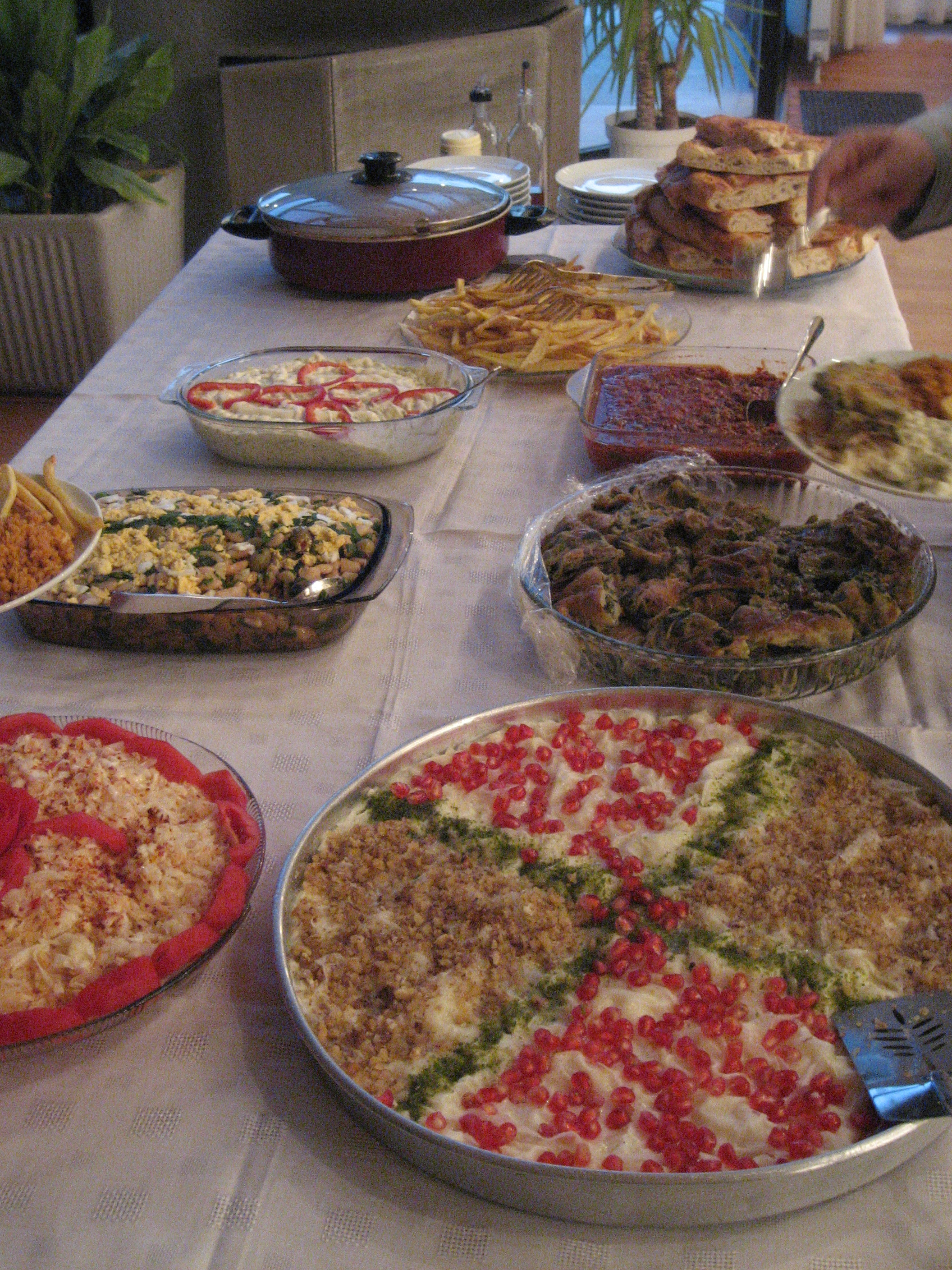
Мезе

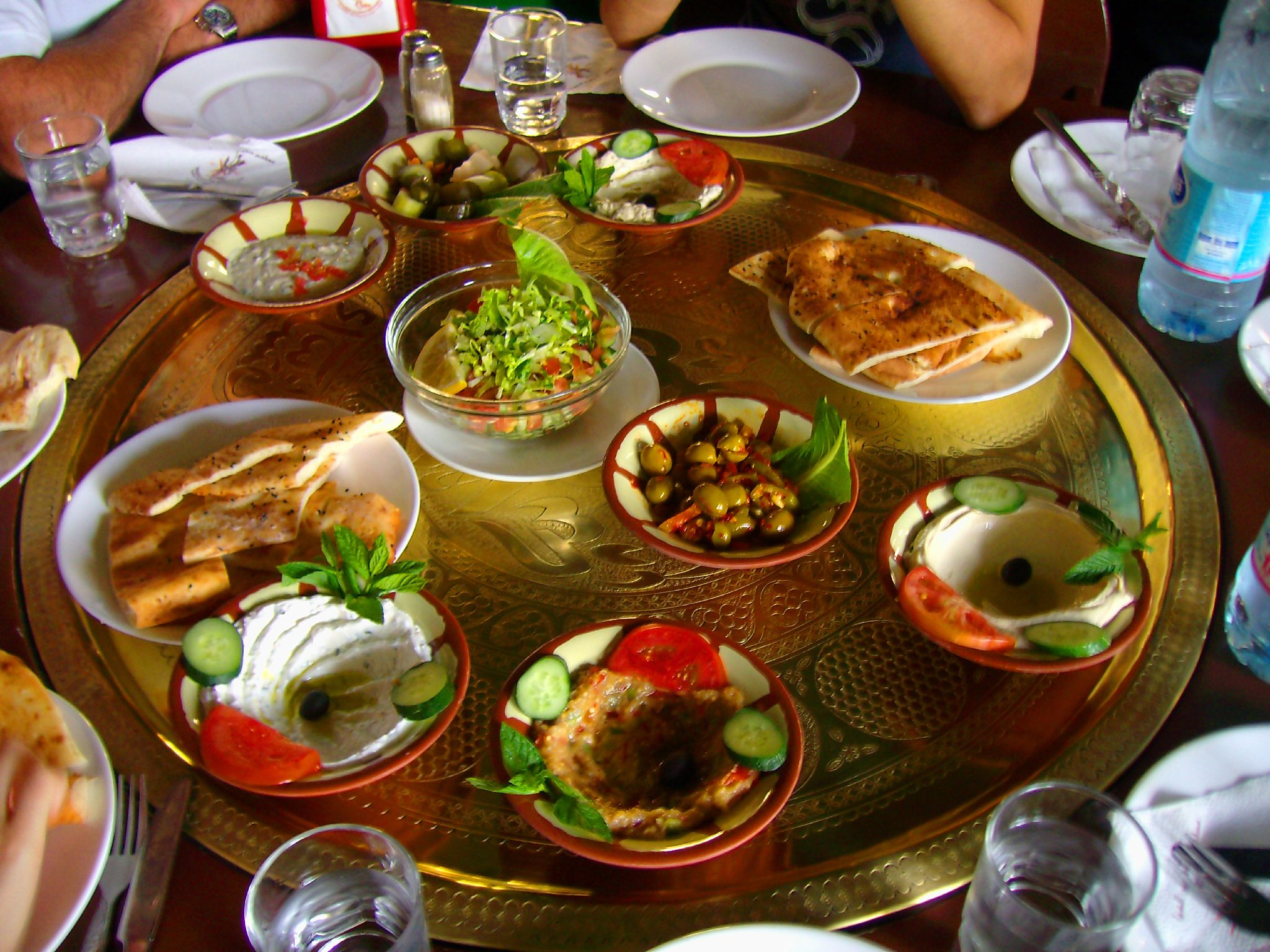
Мезе в Йорданії

Мезе або меззе (араб. مزة, грец. Μεζέ болг. мезé, тур. meze, похідні від перського مزه — «смак, закуска») — в Західному Середземномор'ї наїдки у вигляді набору закусок або маленьких страв, часто з напоями, такими як арак, узо, раки, ципуро або різними винами.
У ліванській кухні і в Кавказькому регіоні особливо в кухні Вірменії та кухні Грузії, ці страви сервіруються як наїдки, як частина більш великої страви. У тому випадку, якщо мезе не супроводжується алкоголем, воно іменується арабським словом мукаббілат.

## Види
У Лівані мезе є національною їжею. Існують вегетаріанські, м'ясні або рибні мезе. Різні закуски подаються на тарілку декілька разів, зазвичай від п'яти до десяти. Існує стандартна послідовність сервірування страв, як правило спочатку подаються маслини, тахіні, салати та йогурти, потім страви з овочами і яйцями. Після цього невеликі м'ясні або рибні страви, і, нарешті, подаються більш суттєві страви, наприклад, тушковане на грилі м'ясо. Різні заклади пропонують різноманітні страви, зі своїми особливостями, але схема залишається тією ж. Природно, в різні пори року подаються різні страви, наприклад, в кінці осені замість м'яса подаються равлики. Оскільки сервірується велике число страв, то не очікується, що кожна страва має бути з'їденою повністю.
У Туреччині мезе подається з ракія (анісовий аперитив) у закладах, званих мейхан. Турецьке мезе часто складається з білого сиру, дині, гострого перцю з волоськими горіхами, йогурту, холодного баклажанною салату, артишоків, долми і м'ясних кульок.
У Греції та на Кіпрі, мезе — це невеликі страви, гарячі або холодні. Найчастіше це оливки, сир, морепродукти, овочі. Мезе подаються в багатьох ресторанах і тавернах, часто будь-які заклади, де подають мезе, мають загальну назву мезедополіа (грец. μεζεδοπωλεία). Існують й більш вузько орієнтовані заклади, такі як узері (грец. ουζερί)  та ципурадіко (грец. τσιπουράδικο), де до міцних напоїв узо або ципуро подають лише невеличкі мезе, часто безкоштовно, як комплімент до напою.
У Сербії мезе може включати в себе сир, каймак (сметана), салямі, підкопчену шинку, хліб різних видів, у той час як в Боснії і Герцеговині зазвичай складається з твердих та вершкових сирів, сметани, сухо месо (висушена посолена копчена яловичина), розсіл та суджук (сухі гострі сиров'ялені ковбаски).
Албанська тарілка з мезе зазвичай складається з прошуто (сиров‘яленої шинки), салямі, розсольних сирів, супроводжуваних підсмаженою паприкою та/або оливками.